# Hamiet Bluiett
Hamiet Bluiett, (Brooklyn, 1940. szeptember 16. – Saint Louis, 2018. október 4.) amerikai szaxofonos, klarinétos, fuvolista. Hamiet fő hangszere a baritonszaxofon volt. Ennek a hangszernek az egyik legjobb játékosának tartották. A World Saxophone Quartet tagjaként basszusszaxofonon, E-flat altklarinéton, E-flat kontra-alt klarinéton és fafuvolán is játszott.

## Pályafutása
Bluiett Brooklynban született, Illinois államban (más néven Lovejoyban), egy túlnyomórészt afro-amerikai faluban, amelyet szabad fekete közösségként alapítottak az 1830-as években. Gyerekkorában zongorázni, trombitálnini és klarinétozni is tanult, de legerősebben a baritonszaxofon. Zenei karrierje ócska kocsmákban való zenéléssel indult.
A Southern Illinois University Carbondale-n szerzett diplomát. A húszas éveiben járó Bluiett Harry Carney-t (a Duke Ellington zenészét) látta játszani egy élő koncerten Bostonban, ami döntő hatással volt rá.
1961-ben belépett a haditengerészethez. A haditengerészetnél eltöltött idő után az 1960-as évek közepén St. Louisban telepedett le. Az 1960-as évek végén társalapítója volt a Missouri állambeli St. Louis-i Black Artists Group (BAG) nevű csoportnak, amely a színházi, képzőművészeti, tánc-, költészet-, film- és zenei kreatív tecékenységek előmozdításával foglalkozott. 1968-69-ben a BAG big bandjét vezette.
1969 végén Bluiett New Yorkba költözött, ahol csatlakozott a Charles Mingus Quintethez és a Sam Rivers big bandhez. 1972-ben Charles Mingussal turnézott Európában. 1974-ben Mingussal egy kvintettben játszott a Carnegie Hallban. 1974 őszéig folytatta vele zenélést, majd vezetőként készített lemezeket. 1976-ban társalapítója volt a World Saxophone Quartetnek, két másik Black Artists' Group taggal, Julius Hemphilllel, Oliver Lake-kel, valamint David Murray-vel. Az 1980-as években létrehozta a „Clarinet Family”-t − egy nyolc klarinétból álló együttest, akik különböző klarinétokon játszaottak, az E-szoprántól a nagybőgőig.
Az 1990-es évek óta vezetett egy kvartettet, a Bluiett „Baritone Nationt” is, amely teljes egészében bariton szaxofonokból állt (dobkészlet kísérettel). Bluiett Babatunde Olatunjival, Abdullah Ibrahimmal, Stevie Wonderrel és Marvin Gaye-jel is dolgozott.2002-ben hazatért szülővárosába, az illinoisi Brooklynba, de 2012-ben visszaköltözött New Yorkba. Utolsó éveiben koncerteken lépett fel, köztük a New Haven Jazz Festivalon 2009-ben. 2018. október 4-én halt meg St. Louisban.

## Albumok
- 1976: Endangered Species
- 1977: Bars
- 1977: Resolution
- 1978: Birthright
- 1979: Im/Possible to Keep
- 1981: Dangerously Suite
- 1984: Ebu
- 1987: The Clarinet Family
- 1991: If You Have To Ask You Don't Need To Know
- 1993: Nali Kola
- 1993: Sankofa / Rear Garde
- 1994: Bearer of the Holy Flame
- 1995: Young Warrior, Old Warrior
- 1996: Bluiett's Barbecue Band
- 1997: Live at the Village Vanguard - Ballads & Blues
- 1997: Makin' Whoopee: Tribute to the King Cole Trio
- 1997: Hamiet Bluiett & Concept: Live at Carlos 1
- 1997: Hamiet Bluiett & Concept: Live at Carlos 1: Another Night
- 1998: Hamiet Bluiett & Concept: Live at Carlos 1: Last Night
- 1998: Bluiett Baritone Saxophone Group Live at the Knitting Factory
- 1998: Bluiett Baritone Nation: Libation for the Baritone Saxophone Nation
- 1999: Join Us (with D. D. Jackson and Mor Thiam)
- 2000: With Eyes Wide Open
- 2001: The Calling with D. D. Jackson and Kahil El'Zabar
- 2002: Blueblack

### World Saxophone Quartet
- Discography: Hamiet Bluiett, Oliver Lake, David Murray, Julius Hemphill, John Purcell, James Spaulding

## Fordítás
Ez a szócikk részben vagy egészben  a   Hamiet Bluiett című angol Wikipédia-szócikk ezen változatának fordításán alapul.  Az eredeti cikk szerkesztőit annak laptörténete sorolja fel. Ez a jelzés csupán a megfogalmazás eredetét és a szerzői jogokat jelzi, nem szolgál a cikkben szereplő információk forrásmegjelöléseként.